# Ampelkonto
Das Ampelkonto stellt eine Weiterentwicklung des klassischen Arbeitszeitkontos als Steuerungselement für flexible Arbeitszeiten dar. So funktioniert auch das Ampelkonto wie ein Sparbuch, bei dem Arbeitsstunden im Betrieb angesammelt oder entnommen werden können. Das Plus- und Minus-Volumen des Kontos wird in drei Bereiche eingeteilt, die angelehnt an die Logik einer Verkehrsampel als grüner, gelber und roter Bereich bezeichnet werden.

## Bereiche

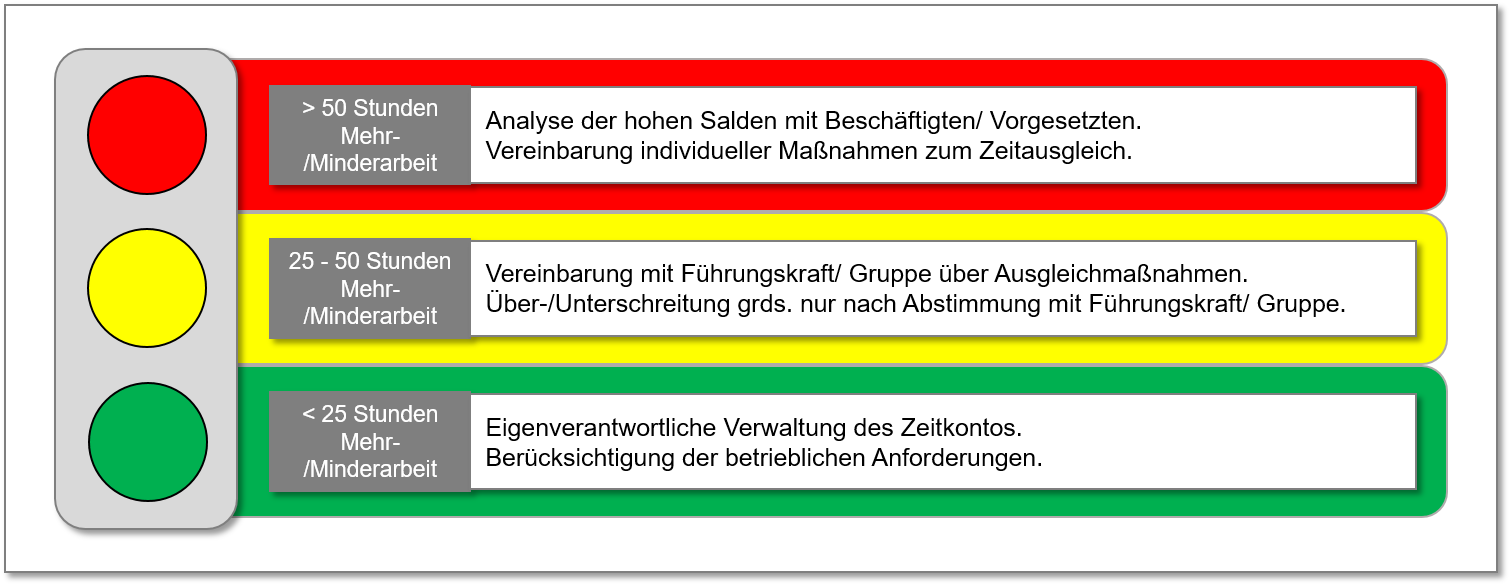
Beispiel für eine Vereinbarung eines Ampelkontos

Die drei Bereiche des Ampelkontos definieren sich wie folgt:
Grüner Bereich
Im grünen Bereich liegt eine geringe Abweichung von der vertraglich vereinbarten Arbeitszeit vor. Es ist davon auszugehen, dass die Beschäftigten in Eigenverantwortung die Mehr- oder Minderarbeit wieder ausgleichen. Ein Eingreifen des Vorgesetzten ist nicht erforderlich.
Gelber Bereich
Der gelbe Bereich weist bereits eine erhebliche Ansammlung von Mehr- oder Minderarbeit aus, die nicht ohne Weiteres auszugleichen ist. Für diese Phase sind daher konkrete Maßnahmen vorzunehmen, wie beispielsweise, dass weitere Überstunden nur mit einer Genehmigung des Vorgesetzten gemacht werden dürfen oder dass die Beschäftigten verpflichtet sind, im Team Maßnahmen zur Verringerung zu vereinbaren.
Roter Bereich
Der rote Bereich indiziert, dass ein Abbau der angesammelten Überstunden im Tagesgeschäft bereits schwierig umzusetzen ist. In diesem Fall sind von dem Beschäftigten und dem Vorgesetzten konkrete Maßnahmen zur Rückkehr in den grünen Bereich zu vereinbaren

## Vorteile
Der Vorteil des Ampelkontomodells liegt in den eingebauten „Aufmerksamkeitsschwellen“, die mit konkreten Maßnahmen verknüpft werden können.  So können deutliche Abweichungen im Stundenkonto nach oben oder unten rechtzeitig festgestellt werden. Dem Ampelkonto liegt dabei bei überwiegend mitarbeiterseitig gesteuerten Arbeitszeitmodellen häufig die Logik einer geteilten Steuerungsverantwortung zugrunde. So fallen kleinere Salden eher in den Verantwortungsbereich des Arbeitnehmers, während die Steuerung höherer Salden vor allem im Zuständigkeitsbereich der Führungskraft liegt. Einschränkungen des Steuerungskonzepts ergeben sich jedoch insbesondere dann, wenn der Beschäftigte, beispielsweise in wissensintensiven Arbeitsfeldern, eine sehr ausgeprägte zeitliche Selbstständigkeit besitzt und die Führungskraft dadurch weniger Chancen zur Wahrnehmung der Steuerung inklusive der damit einhergehenden Direktiven hat.